# Літе Піллей
Літе Піллей (нід. Lythe Pillay; нар. 25 лютого 2003) — південноафриканський легкоатлет, який спеціалізується у бігу на короткі дистанції.

## Спортивні досягнення
Чемпіон світу серед юніорів у бігу на 400 метрів (2022).
Учасник олімпійських змагань з естафетного бігу 4×400 метрів серед чоловіків (2021).